# الحرب الوطنية العظمى (مصطلح)
اصطلاح الحرب الوطنية العظمى (بالروسية: Великая Отечественная война (تُختصر في "ВОВ")، نح: ڤيليكايا أتتشيستڤينايا ڤاينا، ) هو مصطلح مُستخدم في روسيا وجمهوريات الاتحاد السوفيتي السابق لوصف الفترة ما بين 22 يونيو 1941 و9 مايو 1945 على الجبهات المختلفة للحملة الشرقية خلال الحرب العالمية الثانية والتي دارت معاركها بين الاتحاد السوفيتي من جهة وألمانيا النازية وحلفائها من جهة أخرى.

## التاريخ

وسام الحرب الوطنية من الدرجة الأولى

استخدم اصطلاح الحرب الوطنية العظمى لوصف المقاومة الروسية للغزو الفرنسي للإمبراطورية الروسية بقيادة نابليون الأول والتي عُرفت فيما بعد بالحرب الوطنية لعام 1812، والمصطلح نفسه يعني الحرب من أجل أتتشيستفو، أي الوطن، أو بمعنى أخر فهي حرب للدفاع عن وطن الفرد.
وظهرت عبارة الحرب الوطنية العظمى (Великая отечественная война) عام 1914 لأول مرة وكانت عنوانا لملحق خاص صادر عن مجلة «المسرح والحياة» (Театр и жизнь) الصادرة في سانت بطرسبرغ، وأفرد الملحق في ذلك الوقت كل صفحاته للحديث عن الجبهة الشرقية للحرب العالمية الأولى والتي قاتلت فيه روسيا ضد الإمبراطورية الألمانية والإمبراطورية النمساوية المجرية، كما استُخدمت أيضا عبارات الحرب الوطنية الثانية (Вторая отечественная война) والحرب الوطنية العالمية العظمى (Великая всемирная отечественная война) خلال فترة الحرب العالمية الأولى في روسيا.
وظهرت عبارة الحرب الوطنية العظمى مجددا في الاتحاد السوفيتي من خلال صحيفة برافدا (Правда) الصادرة بتاريخ 23 يونيو 1941 في في أعقاب الغزو النازي للاتحاد السوفيتي، حيث وُجدت العبارة في عنوان مقالة الحرب الوطنية العظمى للشعب السوفيتي (Великая Отечественная война советского народа) وهي مقالة طويلة للكاتب يميليان ياروسلافسكي عضو هيئة تحرير الصحيفة، وكان الهدف من وراء هذه العبارة تشجيع جموع الجماهير على القتال من أجل وطنهم وطرد الغزاة ولم يوجد أصدق من الحرب الوطنية لعام 1812 رمزا لتحفيز الشعب على هذا الكفاح المرير.
كما تم الاعتراف بمصطلح الحرب الوطنية (Отечественная война) رسميا من جانب حكومة الاتحاد السوفيتي والتي أصدرت وساما يحمل نفس الاسم، وسام الحرب الوطنية، في 20 مايو 1942 مُنح لأصحاب الأعمال البطولية خلال الحرب، ثم لكل من عاصروها عام 1985.
وعلى النقيض، أزالت أوكرانيا مصطلح الحرب الوطنية العظمى من معجم اللغة الأوكرانية بموجب قرار البرلمان الأوكراني الصادر في 9 إبريل 2015، والذي ضمّن المصطلح وتعويضه مرة أخرى بمصطلح الحرب العالمية الثانية والاكتفاء به للإشارة إلى تلك الحُقبة الزمنية من تاريخ البلاد.

## المقاصد الدعائية وراء المصطلح
- إظهار إعلان الاتحاد السوفيتي للحرب كقضية عادلة وإظهار شفافية السياسة الخارجية للاتحاد السوفيتي.
- تصوير الاتحاد السوفيتي في صورة المخلص الوحيد للشعوب والأمم من أطماع هتلر التوسعية.
- إبراز الدور القيادي للحزب الشيوعي في تحقيق النصر.
- إذكاء روح المقاومة الشعبية ضد المحتل في كافة أرجاء البلاد.

## الاستخدام

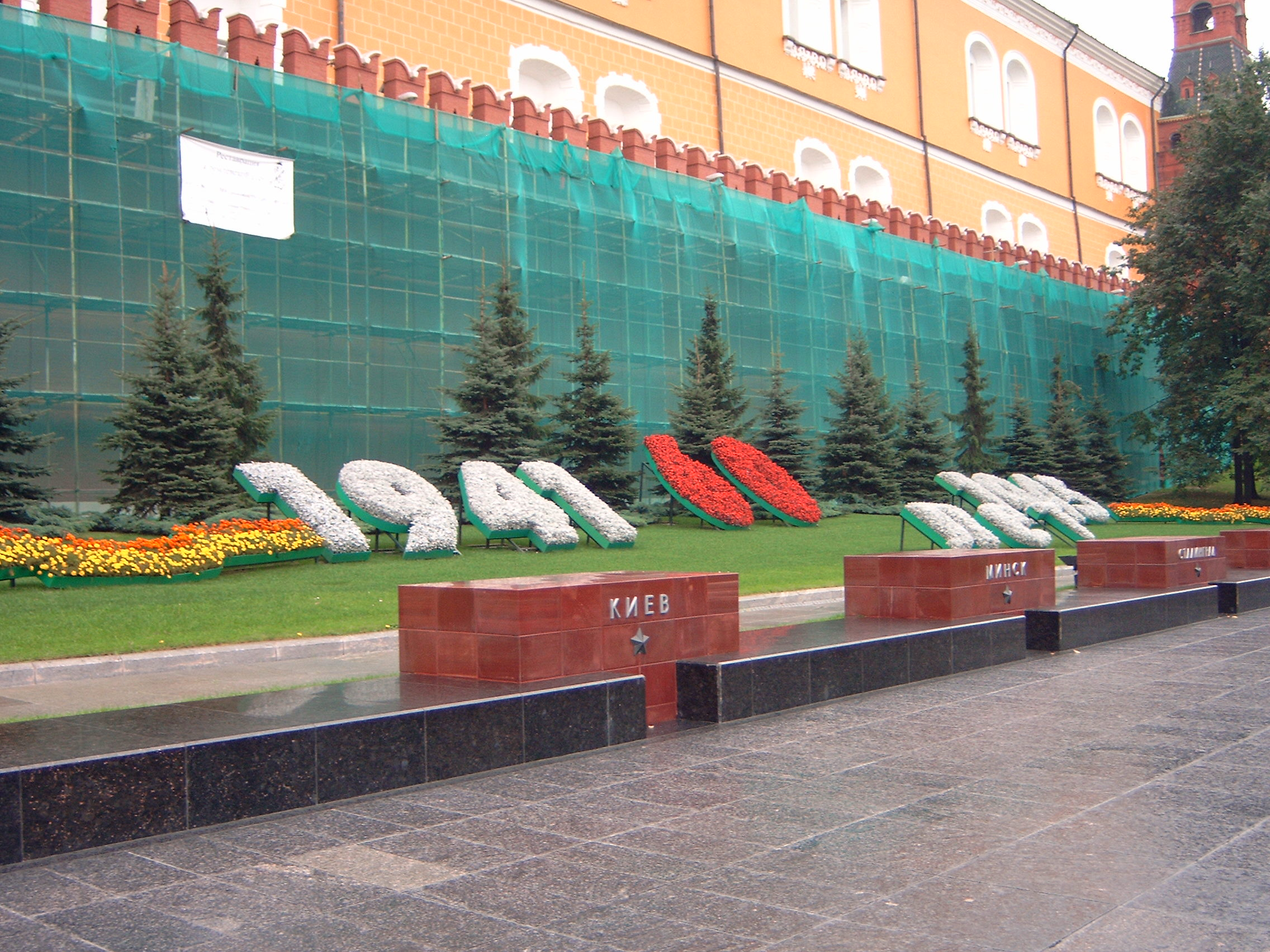
نصب تذكاري للذكرى الستين للحرب الوطنية العظمى عام 2005، حائط الكرملين بموسكو

لا يتمتع مصطلح الحرب الوطنية العظمى خارج الاتحاد السوفيتي السابق بنفس الانتشار الذي حققه داخله (انظر الجبهة الشرقية)، فهو مصطلح وطني ورمزي في المقام الأول؛ وخلال تلك الفترة من الحرب العالمية الثانية لقي 6.4 مليون عسكري وضابط سوفيتي حتفهم في المعارك الدائرة علاوة على 4.4 مليون آخرين لقوا حتفهم في الأسر، كما بلغت الخسائر البشرية في صفوف المدنيين 26.6 مليون رجل وامرأة وهي خسائر لم تمن بها أي دولة على مدار التاريخ البشري خلال حرب واحدة.
علاوة على ذلك فهناك اختلاف فيما ترمي إليه كلا من عبارتي الحرب الوطنية العظمى من جهة والحرب العالمية الثانية من جهة أخرى؛ حيث يُستخدم المصطلح السوفيتي للدلالة على العمليات العسكرية التي دارت رحاها بين القوات النازية ودول المحور الأوروبي الحليفة لألمانيا من جهة والقوات السوفيتية من جهة أخرى، وبذلك لا يتضمن المصطلح السوفيتي معارك الحرب على اليابان (بما في ذلك الغزو السوفيتي لمنشوريا) كما لا يتضمن أيضا معارك الجبهة الغربية أو العمليات العسكرية السوفيتية ضد بولندا وفنلندا أو الغزو السوفيتي لدول البلطيق عام 1940 وكذلك الغزو السوفيتي لإيران عام 1941.
في 9 أبريل 2015، تبنى الرادا الأوكراني قانونًا يعيد تسمية يوم 9 مايو من يوم «النصر في الحرب الوطنية العظمى» إلى «يوم النصر على النازية».

## وصلات خارجية
- انتصار الاتحاد السوفيتي في الحرب العالمية الثانية (بالإنكليزية)
- أفلام وثائقية وشرائط أخبار عن الحرب الوطنية العظمى (بالروسية والإنكليزية)
- أشعار عن الحرب الوطنية العظمى (بالإنكليزية)
- Bryan Fugate, Operation Barbarossa: Strategy And Tactics On The Eastern Front, 1941